# Śilpa Śāstra

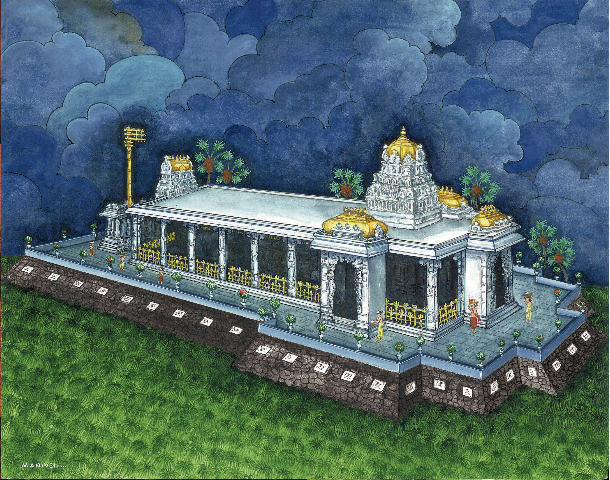
Concezione per lui Tempio Iraivan, Kauai, Hawaii, per il Sthapati (architetto e costruttore di tempio) V. Ganapati Sthapati

Śilpa Śāstra (sanscrito: शिल्प शास्त्र) è un termine collettivo che ricomprende numerosi testi induisti che descrivono le arti manuali, le norme per l'iconografia religiosa induista, prescrivendo tra le altre cose le proporzioni di una figura scolpita, nonché le regole dell'architettura induista.
Sono enumerati tradizionalmente sessantaquattro di tali arti o mestieri, a volte chiamati bāhya-kalā "arti esterne o pratiche", comprese carpenteria, architettura, gioielleria, maniscalcia, recitazione, danza, musica, medicina, poesia, ecc., oltre a sessantaquattro abhyantara-kalā o "arti segrete"' che comprendono per la maggior parte "arti erotiche" come bacio, abbraccio, ecc. (Monier-Williams s.v. śilpa).
Sebbene i campi siano collegati, gli Śilpa Śāstra trattano esplicitamente di scultura - formare statue, icone, murali di pietra, ecc., mentre i Vāstu Śāstra si occupano primariamente di architettura edilizia - costruzione di case, fortezze, templi, appartamenti, ecc.

## Edizioni
- Shilpa Shastra Manasara, Baroda (1925)
- Shilpa Shastra, Lahore (1928)
- Brihat Shilpa Shastra, Ahmedabad (1931)
- Alice Boner (trans.), Shilpa Prakasha, Brill, Leyden (1966)